# NK 즈비예즈다 그라다차츠
NK 즈비예즈다 그라다차츠(Nogometni klub Zvijezda Gradačac)는 그라다차츠를 연고로 하는 보스니아 헤르체고비나의 축구 클럽이다. 현재는 보스니아 헤르체고비나 프리미어리그에 참가하고 있다.

## 성적
- 보스니아 헤르체고비나 연방 1부 리그 우승 1회 (2007-08)

## 역대 감독
| 감독        | 임기        |
| ----------- | ----------- |
| 조란 쿤티치 | 2012        |
| 마토        | 2020 ~ 2021 |
| 마토        | 2023 ~ 2024 |

틀:보스니아 헤르체고비나 연방 제1리그